# Pierre à Jean-Jacques Rousseau

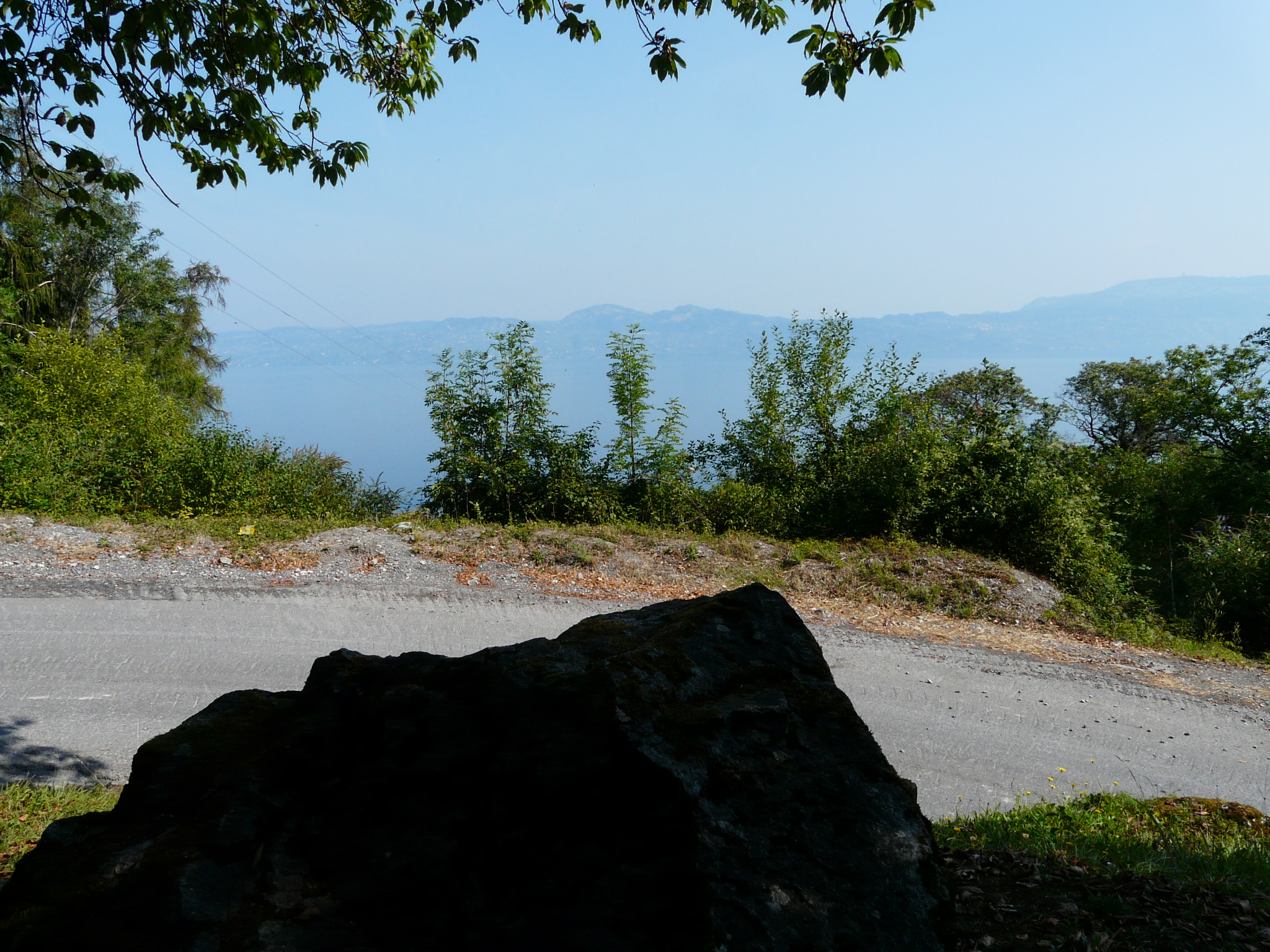
La pierre à Rousseau dominant le Léman.

La « pierre à Jean-Jacques Rousseau » est une pierre qui se trouve sur la commune française de Meillerie. Elle porte ce nom en référence au passage de Jean-Jacques Rousseau en ces lieux et à son roman épistolaire Julie ou la Nouvelle Héloïse, dont deux passages se déroulent à Meillerie.

## Voyage de Jean-Jacques Rousseau à Meillerie
En 1754, lors d'un tour du lac Léman qu'il effectue avec son épouse Thérèse Levasseur et des amis, Jean-Jacques Rousseau découvre le village de Meillerie et est captivé par l'aspect sauvage de ses paysages et la vue qu'il offre sur le lac. Jean-Jacques Rousseau aurait aimé, lors de son passage à Meillerie, s'asseoir sur cette pierre, sans que cette rumeur puisse être confirmée. 

## La Nouvelle Héloïse
Deux passages de La Nouvelle Héloïse font référence au village de Meillerie et à ses rochers bordant le lac. Dans la lettre I, XXVI de Saint-Preux à Julie, celui-ci écrit à sa bien-aimée depuis Meillerie où il est exilé d'elle de l'autre côté du lac : « ce lieu solitaire formait un réduit sauvage et désert, mais plein de ces sortes de beauté qui ne plaisent qu'aux âmes sensibles, et paraissent horribles aux autres (…) voilà la pierre où je m'asseyais pour contempler au loin ton heureux séjour; sur celle-ci fut écrite la lettre qui touche ton cœur (….), voilà le bord où d'un œil avide et sombre je mesurais la profondeur de ces abîmes ». Dans la lettre IV, XVII de Saint-Preux à son ami Milord Edouard, il raconte une tragique promenade en barque avec Julie sur le lac Léman, qui les ramène sur les lieux de sa souffrance amoureuse : « bientôt les ondes devinrent terribles : il fallut regagner la rive de Savoie, et tâcher d'y prendre terre au village de Meillerie qui était vis-à-vis de nous, et qui est presque le seul lieu de cette côte où la grève offre un abord commode. Mais le vent ayant changé se renforçait, rendait inutiles les efforts de nos bateliers, et nous faisait dériver plus bas le long d'une file de rochers escarpés où l'on ne trouve plus d'asile ».

## Meillerie et les romantiques
En faisant entrer le village dans la littérature, Jean-Jacques Rousseau est considéré comme le « révélateur » de Meillerie en Europe : il fait découvrir au monde ce lieu ouvert sur le lac.
Meillerie devient alors un lieu de pèlerinage romantique pour des poètes comme Alphonse de Lamartine, et écrivains tels que Victor Hugo qui écrit : « au fond, au-dessous de la lune, les dents d'Oche mordaient un charmant nuage gris perle et toutes sortes de montagnes fuyaient tumultueusement dans la vapeur ».